# 鳳凰山
鳳凰山（ほうおうざん）は山梨県の南アルプス北東部にある3つの山の総称である。後述の通り、鳳凰山とはどの山を指すのか歴史的には諸説あったため、地蔵ヶ岳・観音ヶ岳・薬師ヶ岳の3山の総称として特に鳳凰三山とも呼ばれる。南アルプス国立公園内にあり、日本百名山、新日本百名山、新・花の百名山および山梨百名山に選定されている。

## 概要
鳳凰三山を構成する山は、地蔵ヶ岳、観音ヶ岳、薬師ヶ岳である。地蔵ヶ岳の西に赤抜沢ノ頭、薬師ヶ岳の南に砂払岳の小ピークがある。（国土地理院地図では単に「砂払」と表記）
地蔵ヶ岳と赤抜沢ノ頭との鞍部は「賽ノ河原」と呼ばれ多くの石地蔵が安置されている。
| 山容 | 山名                    | 標高 （m） | 三角点 等級 | 備考                                    |
| ---- | ----------------------- | ---------- | ----------- | --------------------------------------- |
|      | 地蔵ヶ岳 じぞうがだけ   | 2,764      |             | オベリスクがある。                      |
|      | 観音ヶ岳 かんのんがだけ | 2,841      | （停止）    | 鳳凰山の最高点                          |
|      | 薬師ヶ岳 やくしがだけ   | 2,780      |             | 南北２ピークの双耳峰 で標高は北峰のもの |

鳳凰山は南アルプスの主脈からは離れており、山がある支脈は甲斐駒ヶ岳から始まり、アサヨ峰、高嶺、鳳凰山へと続いている。鳳凰山の山頂部は3山とも森林限界上のため眺めがよく、天気が良ければ、北岳、仙丈ヶ岳、甲斐駒ヶ岳、八ヶ岳、富士山などが眺められる。鳳凰山の東に視界を遮る山はなく甲府盆地が広がっているため、非常に開放感の高い山である。茶色っぽい山が多い南アルプスの中で、甲斐駒ヶ岳とともに例外的に花崗岩の白い山肌となっている。

## 山名の由来
江戸時代の甲斐国に関する地誌類において、鳳凰山に言及されたものには宝永3年（1706年）の荻生徂徠（おぎゅう そらい）『峡中紀行』、宝暦2年（1752年）の野田成方『裏見寒話』、天明3年（1783年）の萩原元克『甲斐名勝志』、文化11年（1814年）の『甲斐国志』などがある。これらの地誌類では「鳳凰山」の指す山域は時代により認識が異なっており、地蔵ヶ岳のみを指す一山説、観音ヶ岳、薬師ヶ岳の二峰を指す二山説、三山すべてを指す三山説があり、山名論争が展開されてきた。
『甲斐国志』では「絶頂に高さ数丈の巌あり遠く望めば人物の状の如し。州人多くは誤り認めてこれを地蔵ヶ嶽なりと云うは非（あやまり）なり。（中略）これより東南の方に対峙するを地蔵ヶ嶽と云う。」とあり、当時の「地蔵ヶ嶽」が現在の地蔵ヶ岳ではないとも考えられる。その場合、当時の「地蔵ヶ嶽」は現在の赤抜沢ノ頭だと考えられる。
鳳凰山の山麓地域では昔は一山説が一般的であったが、後に山岳信仰の広まりに伴い三山説が浸透する。『裏見寒話』の著者である甲府勤番士の野田成方は二峰を区別しがたい甲府に居住しており、近世期の各種甲斐国絵図類では二山説・三山説をとっている。しかしながら、いずれにしても現在となっては鳳凰山とは鳳凰三山と同義である。
地蔵ヶ岳の山頂部はオベリスク（地蔵仏）と呼ばれる巨大な尖塔があり、鳥のくちばしに見立てられることから鳳凰の山名由来になっていると考えられている。オベリスクはこの山域の象徴的存在で甲府盆地からも注意して観察するとその姿を見ることができる。地蔵ヶ岳山頂の2個の巨石が相抱くように突き上がっていることから、古人がこれを大日如来に擬して崇拝し法王山の名が付いたことが山名の由来であるとする説もある。
ただし上記『甲斐国志』の記述からすると現在の地蔵ヶ岳は「鳳凰山」ではなかったこととなり、これらの説も確定的ではない。
757年（天平宝字元年）に、女帝孝謙天皇（奈良法王）が転地療養のために奈良田に来て法王山に登り、その山名が転化して鳳凰山になったとする説もある。
なお、平成17年、それまで「薬師岳」「観音岳」という山名だったものが「関係自治体の申請により（国土地理院）」それぞれ「薬師ヶ岳」「観音ヶ岳」に変更された。

## 歴史
- 764年（天平宝8年） - 孝謙天皇が奈良田温泉に滞在した際に鳳凰山へ登頂したと伝えられており[2]、古くから信仰登山の対象であった[8]。
- 江戸時代 - 山域北部では戦国期稼働の金鉱跡が見られ、山論が展開された。
- 1902年（明治35年） - 陸地測量部が、観音岳の山頂に二等三角点を設置した[9]。
- 1904年（明治37年） - 辻本満丸がホウオウシャジンを発見した[9]。
- 1904年（明治37年）7月15日 - ウォルター・ウェストンが地蔵岳のオベリスクの岩峰に初登頂[10][11]。
- 1932年（昭和7年）秋 - 深田久弥ら3名が青木鉱泉からドンドコ沢のルートで登頂[2]。
- 1964年（昭和39年）6月1日 - 山域は南アルプス国立公園に指定され、山の上部はその特別保護地区、山腹は特別地域となっている[12]。
- 1990年（平成2年）9月15日 - 田中澄江が登頂。その後『新・花の百名山』の著書で、タカネビランジとホウオウシャジンなどの高山植物と鳳凰山を紹介した[4]。

## 登山

### 登山道
- ドンドコ沢ルート

青木鉱泉からドンドコ沢沿いのルートである。後述の夜叉神ルートよりは短時間で登れるため、人気が高い。五色の滝、白糸の滝、鳳凰の滝、南精進ヶ滝の名瀑がある。
- 中道ルート

青木鉱泉から薬師ヶ岳へ登るルートである。薬師ヶ岳から比較的短時間で下山ができるため、ドンドコ沢ルートで登って、このルートで下る周回ルートは大変人気がある。登りよりも下山利用が多い。
- 御座石鉱泉からのルート

御座石鉱泉からの燕頭（つばくろ）山と鳳凰小屋を経て、地蔵ヶ岳に至る尾根道がある。
- 夜叉神（やしゃじん）ルート

1960年代に南アルプス林道が開通してからは、夜叉神トンネルの東口（夜叉神駐車場）から夜叉神峠（やしゃじんとうげ）、杖立峠、南御室小屋、薬師岳小屋を経由する、尾根沿いの登山道がよく利用されている。傾斜は緩く、よく整備されているので、登りも下りも歩きやすい安全な道だが、標準コースタイムで登山口から薬師ヶ岳まで7時間もかかる。
- 広河原からのルート

広河原から白鳳峠・高嶺経由で地蔵ヶ岳へのルートである。かなりの急登であるためか、下山に利用されるほうが多い。夜叉神駐車場に自動車を置き、夜叉神ルートで登って広河原に降り、バスや乗合タクシーで夜叉神駐車場に戻る周回ルートは、1泊2日の長丁場となるが、鳳凰三山の醍醐味を味わえる。
- 甘利山からのルート

甘利山から千頭星山と大ナジカ峠を経るルート。苺平で夜叉神峠からのルートに合流する。利用者はかなり少ないが、荒廃しないように定期的に整備されている。

### 周辺の山小屋
鳳凰山周辺には、いくつかの山小屋がある。一部の冬期避難小屋を除き営業期間外は閉鎖される。南アルプス国立公園内のため、キャンプ指定地以外での幕営は禁止されている。青木鉱泉と御座石鉱泉の各登山口には宿泊施設がある。
| 名称         | 所在地                             | 標高 (m) | 収容 人数 | キャンプ 指定地 | 備考                             |
| ------------ | ---------------------------------- | -------- | --------- | --------------- | -------------------------------- |
| 早川尾根小屋 | 早川尾根ノ頭の南                   | 2,420    | 30人      | テント15張      | 要予約、水場あり（テント場脇）   |
| 広河原山荘   | 野呂川と大樺沢との出合の野呂川右岸 | 1,530    | 80人      | テント100張     | 要予約、水場あり（小屋脇）       |
| 鳳凰小屋     | ドンドコ沢と燕頭山登山道との分岐   | 2,382    | 110人     | テント25張      | 夏季以外要予約、水場あり         |
| 薬師岳小屋   | 薬師岳と砂払岳との鞍部             | 2,720    | 40人      |                 | 要予約                           |
| 南御室小屋   | 砂払岳と辻山との鞍部               | 2,440    | 80人      | テント50張      | 要予約、水場あり（小屋脇）       |
| 夜叉神峠小屋 | 夜叉神峠頂上                       | 1,790    | 15人      | テント15張      | 要予約、水場あり（小屋から15分） |

### 登山道で見られる高山植物

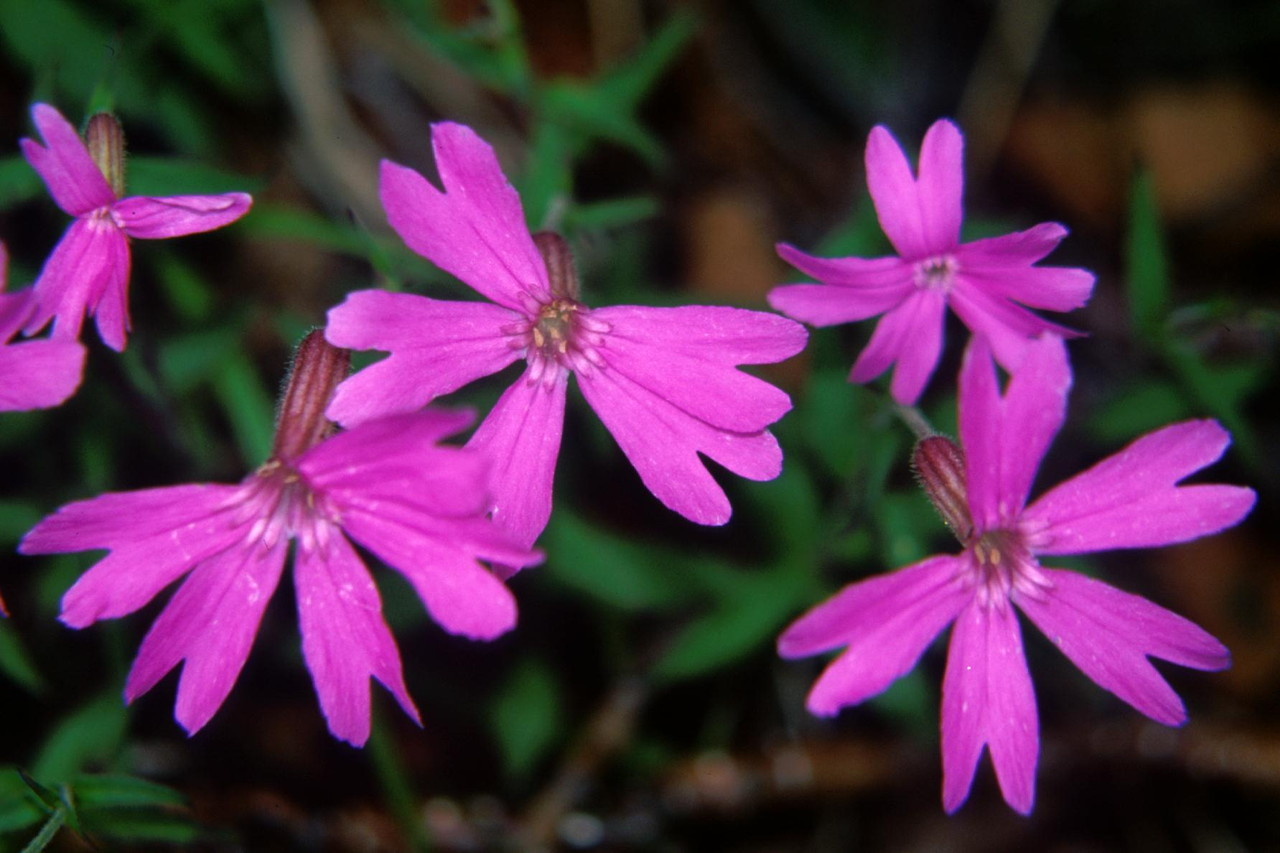
タカネビランジ（高山植物）

鳳凰山の登山道では以下の多くの高山植物が見られる
。山頂部は森林限界のハイマツ帯である。キキョウ科のホウオウシジャンとナデシコ科のタカネビランジは、環境省および山梨県のレッドリストの絶滅危惧IB類（Endangered, EN）に指定されている。
- 夜叉神峠付近 - アヤメ、シロバナノヘビイチゴ、マイヅルソウ、ミツバツツジ、ヤナギランなど
- 杖立峠と苺平周辺 - アキノキリンソウ、コイワカガミ、サンカヨウ、ダケカンバ、ミネウスユキソウ、ヤマハハコなど
- 鳳凰三山の稜線 - イワウメ、ウサギギク、ウラジロナナカマド、タカネビランジ、トウヤクリンドウ、ハイマツ、ハクサンシャクナゲ、ホウオウシャジンなど

## 地理

### 周辺の主な山
赤石山脈の主稜線の駒津峰から南東に延びる枝尾根上にあり、南の夜叉神峠へその尾根が延びる。
| 山容 | 山名       | 標高 （m） | 三角点 等級      | 観音岳からの 方角と距離(km) | 備考                |
| ---- | ---------- | ---------- | ---------------- | --------------------------- | ------------------- |
|      | 仙丈ヶ岳   | 3,032.56   | 二等             | 西 11.1                     | 日本百名山          |
|      | 甲斐駒ヶ岳 | 2,967      | 一等 (2,965.58m) | 北西 8.7                    | 日本百名山          |
|      | アサヨ峰   | 2,799.08   | 三等             | 北西 6.6                    | 日本三百名山        |
|      | 高嶺       | 2,778.78   | 三等             | 北西 1.8                    |                     |
|      | 鳳凰山     | 2,841      | （停止）         | 0                           | 観音ヶ岳 日本百名山 |
|      | 北岳       | 3,193      | 三等 (3,192.18)  | 西南西 6.7                  | 日本百名山          |
|      | 間ノ岳     | 3,189.50   | 三等             | 南西 9.0                    | 日本百名山          |
|      | 富士山     | 3,775.63   | 二等             | 南東 56.4                   | 日本百名山          |

### 周辺の峠
- 広河原峠（2,344m）
- 白鳳峠（2,450m）
- 大ナジカ峠（おおなじかとうげ、1,890m）
- 杖立峠（約2170m）
- 夜叉神峠（1,760m）

### 源流の河川
源流の河川は富士川水系で、太平洋へ流れる。
- 野呂川（早川の支流）
- 大武川、小武川（釜無川の支流）

大武川支流の石空川には精進ケ滝がある。

## 鳳凰山の風景
鳳凰山からの展望 鳳凰山の最高点である観音岳山頂の岩場は見晴らしがよい。
|                          |                      |                |
| 南アルプス南部と白峰三山 | 仙丈ヶ岳と甲斐駒ヶ岳 | 富士山と薬師岳 |

鳳凰山の山容 地蔵岳の山頂（オベリスク）は鋭く尖った特長ある山容である。
|              |          |                  |                          |                    |                      |
| 北岳より望む | 地蔵ヶ岳 | 仙丈ヶ岳より望む | 観音ヶ岳より薬師ヶ岳方面 | 甲斐駒ヶ岳から望む | 日向山からの鳳凰三山 |

鳳凰山登山 青木鉱泉を始点にドンドコ沢ルートから地蔵岳・観音岳・薬師岳と縦走し、中道ルートから下山するルート。
|          |            |          |          |          |          |
| 青木鉱泉 | 南精進ヶ滝 | 鳳凰の滝 | 白糸の滝 | 五色の滝 | 鳳凰小屋 |

|                    |                |                            |                        |                      |                    |
| 地蔵岳のオベリスク | 賽ノ河原の地蔵 | 賽ノ河原の地蔵と甲斐駒ヶ岳 | 観音岳から地蔵岳を望む | 薬師岳からの白峰三山 | 中道ルートの御座石 |

## 関連文献
- 中西俊明『北岳を歩く』山と溪谷社〈山小屋の主人がガイドする〉、1993年7月。ISBN 4-635-17066-7。
- 『アルペンガイド10 南アルプス』山と溪谷社〈ヤマケイ・アルペンガイド〉、2010年6月。ISBN 9784635013581。
- 『改訂版 山梨県の山』山と溪谷社〈新・分県登山ガイド・改訂版〉、2010年1月、98-101頁。ISBN 9784635023641。
- 『アタック山梨百名山 新版』山梨日日新聞社、2010年5月。ISBN 9784897108544。
- 『北岳・甲斐駒』昭文社〈山と高原地図2011年版〉、2011年3月。ISBN 9784398757814。